# Уормвуд-Скрабс (тюрьма)
Тюрьма Её величества Уормвуд-Скрабс (неформально: Скрабс) мужская тюрьма категории В. Расположена в районе Уормвуд-Скрабс лондонского округа Хаммерсмит и Фулхем, во внутренней части западного Лондона, Англия. Тюрьма находится под управлением тюремной службы Её величества.

## История
Тюрьма Уормвуд-Скрабс была построена полностью с использованием труда заключённых. Такая идея была выдвинута в 1874 генералом сэром Эдмундом дю Кэном из Корпуса королевских инженеров и в то время главой тюремного департамента. Дю Кэн был вдохновлён строительством тюрьмы Синг-Синг в Соединённых Штатах Америки и стал архитектором проекта.
Строительство началось зимой 1874 с постройки небольшой тюрьмы из гофрированного железа и временного навеса, служившего казармой для охранников. Девять специально отобранных заключённых (каждый из которых должен был выйти на свободу в течение года) достроили здание, после чего 50 заключённых возвели второе временное крыло тюрьмы. Затем началось строительство постоянного здания, кирпич для него изготавливался прямо на месте стройки. К лету 1875 было изготовлено достаточное количество кирпича для постройки первого блока, к зиме построили первый этаж. Полностью строительство было закончено в 1891 году.
В ходе 2-й мировой войны тюрьма была занята под нужды военного ведомства, а заключённые были эвакуированы. Тюрьма использовалась как безопасное укрытие на время военных действий, там размещались службы MI5 и MI8.
В 1979 заключённые из ИРА устроили протест по поводу нарушения права на посещение заключённых. 60 заключённых и несколько тюремщиков получили ранения. В 1982 был произведён запрос относительно неудачной системы управления тюрьмой, директор Джон Маккарти подал в отставку. В своём письме в газету «The Times» он описывает тюрьму как «карательный мусорный ящик».
В 1990-х было проведено полицейское расследование по поводу заявлений о жестокости тюремного персонала, что привело к временной отставке 27-и тюремщиков и осуждении шести тюремщиков за угрозы физическим насилием (впоследствии апелляции троих осужденных были удовлетворены). Главный инспектор тюремной службы её королевского величества распространил доклад, осуждающий условия и режим тюрьмы, которую предлагалось улучшить или закрыть.
В марте 2004 в следующем докладе главного инспектора было заявлено, что тюрьма Уормвуд-Скрабс улучшилась после проведения значительных перемен. Три четверти заключённых тюрьмы сказали, что персонал обращается с ними уважительно. Однако в докладе было отмечено, что заключённые поводят слишком большое время в своих камерах, а к образованию и работе были допущены только 36 % от числа пригодных для этого заключённых.
В ноябре 2008 другой рапорт главного инспектора её величества постановил, что условия тюрьмы Уормвуд-Скрабс ухудшились со времени проведения последней проверки. Была отмечена усиливающаяся преступная внутритюремная активность, 20 % заключённых показали положительный тест на наркотики.
10 марта тюрьма попала в список зданий II-го класса, в основном из-за характерной сторожки у ворот.

## Тюрьма сегодня
Уормвуд-Скрабс относится к категории В для взрослых заключённых мужского пола, осужденных или взятых под стражу местными судами. Тюрьма состоит из пяти больших крыльев и некоторого числа небольших специальных строений. Все помещения оснащены электричеством и общей санитарной системой, телевизорами и спальной мебелью.
- Крыло A — осужденные или взятые под стражу заключённые
- Крыло B — осужденные или взятые под стражу заключённые
- Крыло C — заключённые, подвергающиеся интенсивной программе лечения от наркозависимости.
- Крыло D — заключённые-рабочие и трудноуправляемые заключённые.
- Крыло E — пересыльный блок заключённых
- Суперулучшенное крыло — примерные заключённые, считающиеся оправдывающими доверие.
- Conibeere Unit — заключённые, нуждающиеся в стабилизации режима контроля за злоупотреблениями.

Есть тюремный магазин, работающий по договору, первоначально открытый фирмой Арамарк, но сейчас перешедший под управление DHL, обеспечивающий отбор товаров потребления, предназначенных для приобретения заключёнными.

## В культуре
- Центральный вход тюрьмы Уормвуд-Скрабс часто показывается в фильмах, снимаемых в Британии в сюжетах об освобождении заключённых, например, в фильме «Касс».
- Тюрьма также упоминается в хите «Down in the Tube Station at Midnight» группы «The Jam» и песне 'Rotting on Remand' Билли Брэгга из альбома «Workers Playtime». Певец Пит Догерти написал песню «'Broken Love Song» о своём пребывании в тюрьме в начале 2008.
- Комедиант Спайк Миллиган записал номер «Танго в Уормвуд-Скрабс» о старейшем автомобильном воре, пребывающем в тюрьме.
- В мае 2010 на ITV1 был выпущен фильм «Уормвуд-Скрабс», показывающий жизнь заключённых и персонала в сериях, состоящих из двух частей.
- Автор Сара Уотерс выпустила книгу «The Night Watch» (Ночная вахта).
- Российский автор Данил Корецкий упоминает о тюрьме Уормвуд-Скрабс в своём романе «Подставная фигура»
- В тюрьме в 1954 году отбывал наказание британский писатель и журналист Питер Уальдблад. В 1955 году вышла его книга «Против закона» (англ. Against the Law), в которой он описывает суд и тюремное заключение.[5]